# Connie Palmen
Aldegonda Petronella Huberta Maria "Connie" Palmen (Sint Odiliënberg, 25 de Novembro de 1955) é uma escritora holandesa.
Palmen estreou-se com o romance De wetten (1990), publicado em Portugal como As Leis (1993), traduzido por Maria Alice Fabião. As Leis esteve nos finalistas do Prémio de 1996 International IMPAC Dublin Literary Award.
O seu segundo romance foi De vriendschap (1995). É uma história de uma amizade duradoura entre duas raparigas com personalidades completamente diferentes.
Palmen teve uma relação com Ischa Meijer nos anos que precederam a sua morte em 1995. A partir de 1999 viveu com o político da D66 Hans van Mierlo, tendo o seu casamento durado de 11 de Novembro de 2009 até à sua morte a 11 de Março de 2010.

## Obras publicadas
- 1991 De Wetten (1993 As Leis)
- 1995 De Vriendschap
- 1998 I.M.
- 1999 De Erfenis ("Boekenweekgeschenk")
- 2002 Geheel de uwe
- 2007 Lucifer